# Timothy Nardiello
Timothy Francis Nardiello (* 5. Oktober 1960 in Lake Placid, New York) ist ein ehemaliger US-amerikanischer Rennrodler.
Nardiello besuchte die Lake Placid High School, wo er dem Hockeyteam angehörte und die Meisterschaften des Bundesstaates New York gewann. Er arbeitete als Zimmerer und Fischer. Im Rodelsport war er sowohl im Ein- als auch im Doppelsitzer aktiv. 1984 konnte er sich für die Olympischen Winterspiele in Sarajevo qualifizieren. Dort belegte er den 21. Platz. Mit seinem Partner Miro Zajonc konnte er im Dezember 1986 als erster US-amerikanischer Doppelsitzer den zweiten Platz bei einem Weltcup-Rennen belegen. 1988 nahm das Doppel Nardiello/Zajonc an den Olympischen Winterspielen in Calgary teil. Dort erreichten sie Rang 11.
Nach seiner aktiven Karriere arbeitete Nardiello als Trainer des US-amerikanischen Skeletonteams. 2006 wurde er kurz von den Olympischen Winterspielen in Turin wegen Vorwürfen der sexuellen Belästigung von Teammitgliedern suspendiert. Da keine Beweise für diese Anschuldigungen gefunden wurden, wurde Nardiello wieder als Trainer eingesetzt. Als das nationale Olympische Komitee der USA feststellte, dass Nardiello trotz Suspendierung weiter als Trainer gearbeitet hat, wurde er entlassen.